# 嘎鲁图庙
嘎鲁图庙，藏语名“德沁旦巴达尔杰令”，位于内蒙古自治区鄂尔多斯市乌审旗嘎鲁图镇人民政府所在地，是一座藏传佛教格鲁派寺院。

## 简介
清朝乾隆年间，该庙始建于今陕西省内的乌套亥湾，时称“哈布其盖庙”。后来，由于乌套亥地卖给陕西省，该庙遂迁至查干陶勒盖的查干高勒畔，称“查干高勒庙”。察克都尔斯楞任乌审旗扎萨克期间，又将查干庙禁地出售给陕西省，该庙遂于清朝光绪三十年（1904年）又迁至今嘎鲁图镇重建。当时，建有大经堂25间、神祇庙5间，宗喀巴庙5间、明王殿5间，此外还有喇嘛住房90余间、佛塔3座。当时，该庙领属于维古尔金参领区。主奉天母、大黑天、大威德金刚。
该庙农历正月初八日至十六日举办正月法会，农历正月十五日跳查玛舞。农历三月十一日至十六日举办修供法会，农历四月初一至十六日举办守斋法会和供养法会，农历初八日至十二日举办大黑天朵马修行，农历六月十一日至八月初一日举办夏令安居法会，农历七月十五日跳大查玛舞。
该庙设有沙布隆1名、总管1名、领经师2名。中华民国末期，该庙有喇嘛近百名。
1964年10月22日，内蒙古自治区人民委员会公布内蒙古自治区第一批重点文物保护单位名单，乌审旗嘎拉图庙、呼和浩特市巧尔齐召等24处入选。